# Carlo Aloisio di Fürstenberg
Karl Aloys von Fürstenberg, conosciuto anche col nome italianizzato di Carlo Aloisio di Fürstenberg (Praga, 26 giugno 1760 – Liptingen, 25 marzo 1799), è stato un generale austriaco.

## Biografia

### Infanzia ed educazione
Karl Aloys era figlio terzogenito del principe Carlo Egon I di Fürstenberg, dalla linea boema dei Fürstenberg, residenti a Křivoklát, e di sua moglie Maria Josepha, nata contessa von Sternberg-Manderscheid. Suo padre, ancora giovanissimo, lo destinò alla carriera militare e per questo lo affidò agli addestramenti del tenente Ernst Hofmeister che fu anche il suo educatore. Fu questi a presentarlo direttamente sul campo nel 1776 al ministro asburgico della guerra, il conte Franz Moritz von Lacy ed al Feldzeugmeister barone Gideon Ernst von Laudon. Conobbe personalmente anche in quello stesso periodo l'imperatore Giuseppe II.

### Carriera militare
Motivato da questi incontri, dal 1777 il giovane Karl Aloys diede il via alla propria carriera militare come ufficiale subalterno di stanza a Praga, prendendo parte ai primi scontri durante la Guerra di successione bavarese del 1778-79. Nel 1780 si unì al Reggimento di fanteria n. 34 "Anton Esterházy" e raggiunse il grado di capitano durante le guerre turche del 1787-1792. Ottenne la sua prima citazione di valore personale il 27 aprile 1788 durante la presa della fortezza di Schabatz sulla Sava. L'imperatore Giuseppe II rimase fortemente colpito dal valore dimostrato dal giovane che il 4 maggio di quello stesso anno lo promosse al grado di maggiore e gli affidò il comando di un battaglione di fanteria. L'8 ottobre 1789 ottenne un nuovo riconoscimento durante gli scontri per la conquista di Belgrado e venne promosso colonnello, ottenendo quindi il comando del reggimento di fanteria n. 34 "Anton Esterházy" nel quale aveva militato. Il suo buon rapporto con il feldzeugmeister Gideon Ernst von Laudon gli fruttò notevolmente dal momento che fu quest'ultimo a proporlo per la nomina a generale nel 1790. Sempre nel 1790, il 4 novembre, sposò Maria Elisabetta di Thurn und Taxis (1767-1822), la figlia più giovane del principe Alessandro Ferdinando di Thurn und Taxis.

### Matrimonio
Karl Aloys sposò il 4 novembre 1790 Maria Elisabetta di Thurn und Taxis (1767-1822), la figlia più giovane del principe Alessandro Ferdinando di Thurn und Taxis. Da questa unione nacquero cinque figli.

### Guerre della prima coalizione
La prima coalizione antifrancese vide von Furstenberg impegnato sul campo come generale di brigata di un piccolo corpo austriaco di 10.000 uomini, posto sotto il comando del feldmaresciallo luogotenente principe Esterházy. Il suo corpo venne destinato a salvaguardare la città di Kehl in Brisgovia. Nel 1793 passò nell'armata del conte Degobert Sigmund von Wurmser. Il 30 marzo 1793 attraversò il Reno a Ketsch con una forza di 9.000 uomini. Si spostò a Spira il 1º aprile di quello stesso anno dopo che la città era stata abbandonata senza combattimenti dal comandante francese Adam Philippe de Custine. Con la sua avanguardia, il giorno successivo, occupò Germersheim dove però dovette far fronte ad alcune schermaglie. Dopo questi successi il principe von Furstenberg venne trasferito nuovamente quest volta sotto il controllo del feldmaresciallo luogotenente conte di Kavanagh, dove si distinse in altri scontri coi francesi e si trovò in gravi difficoltà il 20 novembre 1793 durante la Battaglia di Geudertheim dove il successo gli fu garantito grazie all'intervento del barone Gabriel von Splényi che venne in suo soccorso.
Alla sconfitta del principe avevano fatto seguito altri fallimenti dell'esercito imperiale nel Basso Reno a Frœschwiller, Reichshoffen e Wœrth e per questo egli fu costretto a ripiegare verso Philippsburg il 30 dicembre di quello stesso anno, con l'incarico di osservare il Reno e costruirvi un accampamento fortificato per sorprendere i francesi in caso di emergenza: questo incarico era della massima importanza perché rappresentava l'ultima chance per gli austriaci di respingere i francesi oltre i confini del Reno e quindi far rientrare l'invasione dei rivoluzionari nella Francia da cui provenivano. La situazione rimase invariata per i mesi successivi dal momento che l'Austria negoziò nel 1795 un cessate il fuoco di tre mesi con la Francia e per questo Karl Aloys chiese di essere congedato, raggiungendo a Praga la famiglia ed ottenendo la promozione a feldmaresciallo luogotenente per il lodevole servizio svolto al fronte.
Nel giugno del 1796 dovette però riportarsi sul campo di battaglia con la sua divisione composta da 4 battaglioni di fanteria, 13 squadroni di cavalleria al comando del generale Gyulai padre, ponendosi ancora una volta lungo il bacino del Reno, tra Kehl e Rastatt. Il 26 giugno 1796 l'esercito francese al comando di Jean-Victor Moreau attraversò il Reno a Kehl guidando il proprio contingente alla conquista della città. Von Fürstenberg venne costretto alla fuga ed i francesi cercarono di ripiegare su Rastatt, forti di un numero di uomini superiore agli imperiali. Il generale von Fürstenberg pensò a questo punto di spostarsi più a sud per attendere i rinforzi promessi dall'arciduca Carlo d'Asburgo-Lorena coi quali si congiunse il 5 luglio di quello stesso anno e coi quali, il 9 luglio, prese parte alla Battaglia di Malsch. Dopo diverse sconfitte subite, ad ogni modo, anche l'arciduca Carlo dovette convenire che la cosa migliore da fare era ritirarsi, proprio mentre le forze del Fürstenberg erano impegnate nella Battaglia di Neresheim, l'11 agosto 1796, cercando di difendere il territorio appena acquisito. Il 24 agosto 1796 il feldmaresciallo von Fürstenberg ottenne 6.000 uomini per difendere l'area combattendo il 19 ottobre di quello stesso anno nella Battaglia di Emmendingen, sempre con l'assistenza dell'arciduca Carlo.
Nella battaglia di Schliengen del 24 ottobre successivo, comandò la seconda ondata di attacchi con 9 battaglioni e 30 squadroni contro il generale di divisione Laurent de Gouvion Saint-Cyr. Nel frattempo, l'arciduca Carlo, che continuava a riporre la massima fiducia nel suo generale, decise di inviarlo alla conquista della città di Kehl scontrandosi con il generale di brigata francese Jean Charles Abbatucci. Il primo assalto avvenne nella notte tra il 30 novembre ed il 1 dicembre 1796, che però non riuscì. Malgrado questo il comandante francese rimase mortalmente ferito e lo spirito di combattimento appariva così compromesso per la parte francese. Il 10 gennaio 1797, finalmente, la città capitolò ed il principe poté focalizzarsi a fornire aiuto e supporto agli altri battaglioni operanti nell'area. Per i successi conseguiti in queste operazioni, il principe von Fürstenberg ottenne la proprietà del 36º reggimento di fanteria austriaco che porterà il suo nome sino alla sua morte.
Con la fine della guerra della prima coalizione, Karl Aloys trascorse qualche tempo alla corte di suo cugino, il principe regnante Karl Joachim von Fürstenberg, a Donaueschingen, e poi fece ritorno a Praga dalla famiglia, ove ottenne anche la carica di comandante della divisione di Linz nel maggio del 1798.

### Guerra della seconda coalizione e morte
Dal 30 gennaio 1799, il principe si trovò nuovamente sul campo di battaglia dirigendosi verso Augsburg am Lech per incontrare l'arciduca Carlo. Nella notte tra il 1 ed il 2 marzo di quello stesso anno si scontrò con l'esercito del Danubio comandato da Jean-Baptiste Jourdan che aveva attraversato il Reno a Basilea ed a Strasburgo. Lo scontro decisivo ebbe luogo il 21 marzo 1799 presso Ostrach.
Fürstenberg ottenne il comando dell'ala destra dell'esercito impiegato nelle operazioni e garantire la posizione di Hohentengen all'arciduca Carlo d'Asburgo-Lorena che aveva assunto la posizione centrale. Fürstenberg conquistò Hohentengen al maresciallo Laurent de Gouvion Saint-Cyr e questi reagì il 25 marzo a Stockach, sfruttando un momento di esitazione dimostrato dall'arciduca austriaco. L'inferiorità numerica dei francesi rispetto agli austriaci aveva in un primo tempo fatto desistere i primi dall'attaccare, ma molte furono le defezioni da parte degli imperiali e questo accrebbe di molto il numero dei combattenti per la compagine rivoluzionaria. Quando l'arciduca Carlo d'Austria finalmente apparve personalmente sul campo di battaglia, questo fu una grande motivazione per le sue truppe e combattere anche con il fuoco continuo dei francesi. Preoccupato per la sorte dell'arciduca, von Furstenberg riuscì alla fine a convincere l'arciduca ad allontanarsi dalla mischia commentando: "Grazie a Dio, ho allontanato l'arciduca, ma ora voglio anche attaccare" e mantenne la propria parola, rimanendo ucciso sul campo dopo pochi minuti dall'inizio della battaglia, mentre si trovava alla testa delle sue truppe, colpito da tre proiettili francesi che gli furono fatali.
Karl Aloys venne inizialmente sepolto nel cimitero di Stockach ma, nel 50º anniversario della sua morte, dopo che il nipote Karl Egon III von Fürstenberg ebbe fatto costruire la cripta di famiglia nella chiesa di Donaueschingen, lo fece trasferire nella nuova sepoltura e lasciò sul luogo della sua morte una croce commemorativa, restaurata nel 1894 e nuovamente nel 1990.

## Discendenza
Karl Aloys di Fürstenberg e Maria Elisabetta di Thurn und Taxis ebbero cinque figli:
- Maria Leopoldina (4 settembre 1791 - 10 gennaio 1844), sposò il 20 maggio 1813 il principe Carlo Alberto III di Hohenlohe-Waldenburg-Schillingsfürst;
- Maria Josepha (nata e morta il 9 settembre 1792);
- Antonia (28 ottobre 1794 - 1 ottobre 1799);
- Carlo Egon (28 ottobre 1796 - 22 ottobre 1854), fu l'ultimo principe sovrano di Fürstenberg dal 1804 al 1806;
- Maria Anna (17 settembre 1798 - 18 luglio 1799).

## Ascendenza
|                                                |                                  |                                                   | Genitori                                         |  |  | Nonni |  |  | Bisnonni                                     |  |  | Trisnonni                                   |  |
|                                                |                                  |                                                   |                                                  |  |  |       |  |  | Prosper Ferdinand von Fürstenberg-Stühlingen |  |  | Maximilian Franz von Fürstenberg-Stühlingen |  |
|                                                |                                  |                                                   |                                                  |  |  |       |  |  | Prosper Ferdinand von Fürstenberg-Stühlingen |  |  | Maximilian Franz von Fürstenberg-Stühlingen |  |
|                                                |                                  | Maria Magdalena von Bernhausen                    |                                                  |  |  |       |  |  | Prosper Ferdinand von Fürstenberg-Stühlingen |  |  |                                             |  |
| Joseph Wilhelm Ernst zu Fürstenberg-Stühlingen |                                  |                                                   |                                                  |  |  |       |  |  | Prosper Ferdinand von Fürstenberg-Stühlingen |  |  |                                             |  |
|                                                |                                  | Sophie von Königsegg-Rothenfels                   | Leopold Wilhelm von Königsegg-Rothenfels         |  |  |       |  |  |                                              |  |  |                                             |  |
|                                                |                                  | Sophie von Königsegg-Rothenfels                   | Leopold Wilhelm von Königsegg-Rothenfels         |  |  |       |  |  |                                              |  |  |                                             |  |
|                                                |                                  | Sophie von Königsegg-Rothenfels                   | Maria Polyxena von Schärffenberg                 |  |  |       |  |  |                                              |  |  |                                             |  |
| Karl Egon zu Fürstenberg                       |                                  | Sophie von Königsegg-Rothenfels                   |                                                  |  |  |       |  |  |                                              |  |  |                                             |  |
|                                                |                                  | Johann Josef von Waldstein                        | Ernst Josef von Waldstein                        |  |  |       |  |  |                                              |  |  |                                             |  |
|                                                |                                  | Johann Josef von Waldstein                        | Ernst Josef von Waldstein                        |  |  |       |  |  |                                              |  |  |                                             |  |
|                                                |                                  | Johann Josef von Waldstein                        | Maria Anna Kokorzowecz von Kokorzowa             |  |  |       |  |  |                                              |  |  |                                             |  |
| Maria Anna von Waldstein                       |                                  | Johann Josef von Waldstein                        |                                                  |  |  |       |  |  |                                              |  |  |                                             |  |
|                                                |                                  | Eleonore von Waldstein                            | Karl Ernst von Waldstein                         |  |  |       |  |  |                                              |  |  |                                             |  |
|                                                |                                  | Eleonore von Waldstein                            | Karl Ernst von Waldstein                         |  |  |       |  |  |                                              |  |  |                                             |  |
|                                                |                                  | Eleonore von Waldstein                            | Maria Theresia von Losenstein                    |  |  |       |  |  |                                              |  |  |                                             |  |
| Karl Aloys zu Fürstenberg                      |                                  | Eleonore von Waldstein                            |                                                  |  |  |       |  |  |                                              |  |  |                                             |  |
|                                                | Franz Damian Jakob von Sternberg | Adolph Wratislaw von Sternberg                    |                                                  |  |  |       |  |  |                                              |  |  |                                             |  |
|                                                | Franz Damian Jakob von Sternberg | Adolph Wratislaw von Sternberg                    |                                                  |  |  |       |  |  |                                              |  |  |                                             |  |
|                                                | Franz Damian Jakob von Sternberg | Anna Lucia Slavata z Chlumu a Kosumberka          |                                                  |  |  |       |  |  |                                              |  |  |                                             |  |
| Franz Philipp von Sternberg                    | Franz Damian Jakob von Sternberg |                                                   |                                                  |  |  |       |  |  |                                              |  |  |                                             |  |
|                                                |                                  | Maria Josepha von und zu Trauttmansdorff          | Johann Friedrich von Trauttmansdorff             |  |  |       |  |  |                                              |  |  |                                             |  |
|                                                |                                  | Maria Josepha von und zu Trauttmansdorff          | Johann Friedrich von Trauttmansdorff             |  |  |       |  |  |                                              |  |  |                                             |  |
|                                                |                                  | Maria Josepha von und zu Trauttmansdorff          | Maria Eleonora von Sternberg                     |  |  |       |  |  |                                              |  |  |                                             |  |
| Maria Josepha von Sternberg                    |                                  | Maria Josepha von und zu Trauttmansdorff          |                                                  |  |  |       |  |  |                                              |  |  |                                             |  |
|                                                |                                  | Conrad Sigmund von Starhemberg                    | Francis Ottokar von Starhemberg                  |  |  |       |  |  |                                              |  |  |                                             |  |
|                                                |                                  | Conrad Sigmund von Starhemberg                    | Francis Ottokar von Starhemberg                  |  |  |       |  |  |                                              |  |  |                                             |  |
|                                                |                                  | Conrad Sigmund von Starhemberg                    | Maria Cacilia von Rindsmaul                      |  |  |       |  |  |                                              |  |  |                                             |  |
| Leopoldine von Starhemberg                     |                                  | Conrad Sigmund von Starhemberg                    |                                                  |  |  |       |  |  |                                              |  |  |                                             |  |
|                                                |                                  | Maria Leopoldine zu Löwenstein-Wertheim-Rochefort | Maximilian Karl zu Löwenstein-Wertheim-Rochefort |  |  |       |  |  |                                              |  |  |                                             |  |
|                                                |                                  | Maria Leopoldine zu Löwenstein-Wertheim-Rochefort | Maximilian Karl zu Löwenstein-Wertheim-Rochefort |  |  |       |  |  |                                              |  |  |                                             |  |
|                                                |                                  | Maria Leopoldine zu Löwenstein-Wertheim-Rochefort | Maria Polyxena Khuen von Lichtenberg und Belasi  |  |  |       |  |  |                                              |  |  |                                             |  |
|                                                |                                  | Maria Leopoldine zu Löwenstein-Wertheim-Rochefort |                                                  |  |  |       |  |  |                                              |  |  |                                             |  |